# Sungai Raya (Nipah Panjang)
Sungai Raya is een bestuurslaag in het regentschap Tanjung Jabung Timur van de provincie Jambi, Indonesië. Sungai Raya telt 1064 inwoners (volkstelling 2010).